# Josef Mojžíšek
Josef Mojžíšek (14. května 1862 Bruzovice – 8. května 1938 Ostrava-Zábřeh) byl český hudebník.

## Život
Po studiích na německém učitelském ústavu v Těšíně se stal učitelem ve Vyšních Lhotách a roku 1887 i řídícím učitelem ve Slezské Ostravě. Tam se také staral o bohatý kulturní život města. Byl spoluzakladatelem a dlouholetým předsedou pěveckého sboru Záboj. Vedle svého povolání se neúnavně věnoval sběru lidových písní, tanců a zvyků ze Slezska. Jen lidových písní nasbíral více než sedm set. Tato práce má dodnes nesmírnou historickou hodnotu. Za své úsilí dostal i zlatou medaili Pěvecké obce české. Byl jedním z nejvýznamnějších folkloristů ve Slezsku a jeho činnost měla ve své době i značný národně buditelský význam.